# Luisia taurina
Luisia taurina är en orkidéart som beskrevs av Johannes Jacobus Smith. Luisia taurina ingår i släktet Luisia och familjen orkidéer. Inga underarter finns listade i Catalogue of Life.